# Silesia (czasopismo)
„Silesia” – niemieckojęzyczna gazeta wydawana w Cieszynie w latach 1862-1937. Była organem prasowym niemieckich liberałów na Śląsku Austriackim.

## Historia
Niemieccy liberałowie (m.in. Związek Ślązaków Austriackich) wydawali w Opawie dla Śląska Opawskiego gazetę „Troppauer Zeitung” (Gazetę Opawską) a od 19 maja 1860 do 1861 w Cieszynie Karl Prochaska wydawał tygodnik „Schlesischer Anzeiger” (Doniesienia Śląskie) dla Śląska Cieszyńskiego. Oba pisma zostały zastąpione przez wydawane od 4 stycznia 1862 pismo „Silesia”, której do 1878 redaktorem został Karl Prochaska. Od 1873 wychodziła dwa razy w tygodniu, a od 1877 trzy razy w tygodniu, później ukazywała się codziennie do 1937.
Była popularna wśród niemieckiego mieszczaństwa. Była np. najpoczytniejszą gazetą w Bielsku, gdzie posiadała stałe biuro i korespondenta.